# Premier Regard
Pour plus de détails, voir Fiche technique et Distribution.
Premier Regard (At First Sight) est un film américain réalisé en 1999 par Irwin Winkler avec Val Kilmer, Kelly McGillis et Mira Sorvino dans les rôles principaux.

## Synopsis
Virgil (Val Kilmer), qui est aveugle, rencontre Amy (Mira Sorvino) qui essaye de lui faire retrouver la vue par une opération de chirurgie expérimentale.
L'expérience est un succès chirurgical, mais Virgil a beaucoup de mal à assimiler son statut de « voyant ».

## Fiche technique
- Titre : Premier regard
- Titre original : At First Sight
- Réalisation : Irwin Winkler
- Scénario : Oliver Sacks et Steve Levitt
- Musique : Mark Isham
- Photographie : John Seale
- Montage : Julie Monroe
- Production : Rob Cowan et Irwin Winkler
- Société de production : Metro-Goldwyn-Mayer
- Société de distribution : MGM Distribution Co., United International Pictures
- Pays de production :  États-Unis
- Langue originale : anglais
- Genre : drame, romance
- Format : couleur
- Durée : 128 minutes
- Dates de sortie : 
  - États-Unis : 15 janvier 1999
  - France : 2 juin 1999

## Distribution
- Val Kilmer (VF : Emmanuel Jacomy) : Virgil Adamson
- Mira Sorvino (VF : Catherine Le Hénan) : Amy Benic
- Kelly McGillis (VF : Evelyne Guimmara) : Jennie Adamson
- Steven Weber (VF : Gérard Darier) : Duncan Allanbrook
- Bruce Davison (VF : Daniel Lafourcade) : Charles Aaron
- Nathan Lane (VF : Jacques Bouanich) : Phil Webster
- Willie Carpenter (VF : Jean-Paul Pitolin) : Jack Falk
- Drena De Niro : Caroline